# Haliclystus auricula
Haliclystus auricula is een neteldier uit de klasse Staurozoa. Het dier komt uit het geslacht Haliclystus en behoort tot de familie Lucernariidae. Haliclystus auricula werd in 1863 voor het eerst wetenschappelijk beschreven door James-Clark.

## Beschrijving
H. auricula is 2-2,5 cm lang en de stengel is goed voor de helft van de hoogte van het organisme. De rest van het organisme heeft de vorm van een trechter, waarvan de kleur per soort varieert van grijs/groen tot rood/bruin. Het heeft acht armen die uitstralen vanuit een centrale mond. Elke arm wordt getipt door clusters van maximaal 100 tentakels en verbonden door een dun membraan. Primaire tentakels, bekend als ankers, bevinden zich op de membraanrand tussen de armen. De niervormige aanhangsels zijn een belangrijk onderscheidend kenmerk van deze soort.

## Verdeling
H. auricula is een van de tien soorten Haliclystus die wijdverbreid op het noordelijk halfrond voorkomen. Het is erg gevoelig voor vervuiling. De populaties langs de Britse kust nemen af. Het verspreidingsgebied omvat de Shetlandeilanden, Orkney-eilanden, de westkust van Engeland, Schotland en Ierland.

## Leefgebied
Deze soort leeft in ondiep water met voldoende circulatie van zeegras en andere algen. Diepten worden ze gevonden in het bereik van mid-eulitoraal tot ondiep sublitoraal. H. auricula kan de locatie verplaatsen door een gespecialiseerde tentakel als anker aan het substraat te bevestigen, de basis los te maken en te 'radslagen' naar de nieuwe positie.

## Levenscyclus
Deze soort plant zich voort op seksuele wijze. H. auricula komt het meest voor op een bepaalde locatie in de midzomer. Zoals alle gesteelde kwallen, wordt aangenomen dat een enkele H. auricula-individu slechts één jaar leeft. Dieet bestaat uit bodemdieren, voornamelijk schaaldieren.